# Elżbieta Gaudasińska-Borowska
Elżbieta Gaudasińska-Borowska (ur. 27 stycznia 1943 w Strzyżowie) – polska ilustratorka książek, zwłaszcza dla dzieci oraz malarka. Projektantka znaczków pocztowych.

## Życiorys
Niedługo po zakończeniu II wojny światowej przyjechała do Warszawy wraz rodziną, która wcześniej już mieszkała w stolicy. Uczęszczając do szkoły podstawowej, pod jej koniec zapisała się do kółka plastycznego na zajęcia z tkaniny. W 1956 nieudanie zdawała do liceum plastycznego, ale została przyjęta do liceum ogólnokształcącego. Podczas nauki w szkole średniej chodziła do Młodzieżowego Domu Kultury (MDK) na zajęcia z malarstwa. Po maturze zdanej w 1960 roku w Liceum im. gen. Józefa Sowińskiego w Warszawie chciała studiować w Akademii Sztuk Pięknych, ale wskutek zaniedbania szkoły jej dokumenty nie dotarły na uczelnię. Zatrudniła się więc w pracowni lalek Teatru Guliwer. Druga próba podjęcia studiów w ASP zakończyła się powodzeniem. Po dwóch latach nauki dostała się do pracowni Aleksandra Kobzdeja. Jednocześnie uczęszczała na zajęcia z tkaniny w pracowni Anny Śledziewskiej. Dyplom uzyskała w 1967.
Karierę zawodową rozpoczęła od współpracy z czasopismem dla dzieci „Świerszczyk”. Wykonywała drobne ilustracje do niewielkich tekstów.
Rysowała i malowała również dla „Misia” (ilustrowała cykl popularnych bajek Barbary Lewandowskiej o Widzimiśku), „Płomyka” i „Ciuchci”. W 1968 zaczęła pracować dla wydawnictw książkowych, z których pierwszym była Nasza Księgarnia. W latach 70. współtworzyła kontynuację słynnej serii książeczek dla dzieci „Poczytaj mi, mamo”. Jednakże pierwsze zlecenia na okładki książek dla dorosłych otrzymała z Czytelnika, na kryminały z serii „Z jamnikiem” oraz powieści Joanny Chmielewskiej. W 1973 zilustrowała pierwszą książkę dla Krajowej Agencji Wydawniczej, opowiadanie Bułata Okudżawy Kieszonkowe przygody. Z czasem jej prace wykorzystywały również zagraniczne oficyny wydawnicze, np. z Węgier i Tajpej.  W 1993 jako pierwsza Polka opatrzyła ilustracjami, wydaną w Paryżu, książkę kamishibai (mającą formę obrazkowych kart narracyjnych), pt. Le dragon de Cracovie, opowiadającą legendę o smoku wawelskim. Od tej pory ukazało się jeszcze wiele tytułów z jej ilustracjami.

### Małżeństwo i dzieci
Wyszła za mąż za Tomasza Borowskiego – kolegę ze studiów, który również uczęszczał do pracowni Aleksandra Kobzdeja. Ma z nim dwóch synów: Pawła (ur. 1973) i Tymoteusza (ur. 1984). Obaj poszli w ślady rodziców i ukończyli warszawską ASP.

## Wybrana twórczość

### Ilustracje książkowe
- Krokodyl z Kraju Karoliny, aut. Joanna Chmielewska, wyd. Czytelnik, 1969
- Kieszonkowe przygody, aut. Bułat Okudżawa, wyd. KAW, 1974
- Czarodziejski pierścień, aut. Andriej Płatonow, Czytelnik, 1974
- Syrenka, aut. Jerzy Ficowski, Nasza Księgarnia, 1975
- Zielony Gil, aut. Tirso de Molina, Czytelnik, 1975
- Bajki śniegowe, aut. Mieczysława Buczkówna, Czytelnik, 1976
- Ali Baba i czterdziestu zbójców;, aut. Bolesław Leśmian, KAW, 1979
- Zaczarowana fontanna, aut. Helena Bechlerowa, Nasza Księgarnia, 1977
- Znowu Pani Flakonik, aut. Alf Prøysen, Nasza Księgarnia, 1979
- Krześlaki z rozwianą grzywą, aut. Joanna Kulmowa, Nasza Księgarnia, 1980
- Czerwony Kapturek, aut. Charles Perrault, KAW, 1980
- Calineczka, aut. Hans Christian Andersen, KAW, 1980
- Długa podróż Alego ben Hafiza, aut. Maria Korewa, wyd. Czytelnik, 1982
- Uśmiechnij się bajko, aut. Irena Kwintowa, wyd. Wydawnictwo „Pojezierze”, 1982
- Pytalik, aut. Joanna Pollakówna, Nasza Księgarnia, 1982
- Przysłowie prawdę powie, wybór z Nowej Księgi Przysłów – Elżbieta Gaudasińska, Czytelnik, 1983
- Dziad i baba, aut. Józef Ignacy Kraszewski, Nasza Księgarnia, 1984
- Kolorowy spacer, aut. Tadeusz Kubiak, KAW, 1985
- Idzie rak nieborak, aut. różni, Nasza Księgarnia, 1985
- Dziwne te dzieciaki, aut. Stanisław Jachowicz, wyd. Nasza Księgarnia, 1985
- Oto minojska baśń Krety, aut. Jadwiga Żylińska, KAW, 1986
- Chrząszcz w trzcinie, aut. Hanna Łochocka, Nasza Księgarnia, 1988
- Bajki Babci Gąski, Charles Perrault, Czytelnik, 1991
- Kwiat paproci, aut. Józef Ignacy Kraszewski, tłum. Mora Ferenc, Budapeszt, 1992
- Le dragon de Cracovie, wyd. La Nacelle, 1993 – edycja polska: Smok Wawelski, aut. Magdalena Zarębska, wyd. Wydawnictwo Tibum, 2019
- Miłość do trzech pomarańczy, aut. Carlo Gozzi, wyd. Grimm Press, Tajpej, 1999
- Baśnie, aut. Wisna Lipszyc, wyd. Nowy Świat, 2003
- Złoty dzban • Baśnie, podania i legendy polskie, wyd. Świat Książki, 2005
- Widzimisiek, aut. Barbara Lewandowska, wyd. Wydawnictwo Znakomite, 2015

### Znaczki pocztowe
- Legendy polskie (seria), 1986

## Odznaczenia, nagrody i wyróżnienia
- 1973 – Wyróżnienie na Biennale Sztuki dla Dziecka, Poznań
- 1975 – Wyróżnienie w konkursie PTWK „Najpiękniejsze Książki Roku”
- 1977 – Nagroda Główna w konkursie PTWK „Najpiękniejsze Książki Roku”
- 1979 – Nagroda Prezesa Rady Ministrów za twórczość artystyczną w dziedzinie ilustracji książkowej
- 1984 – II Nagroda na VI Biennale Sztuki dla Dziecka, Poznań
- 1984 – „Srebrne Koziołki” na Ogólnopolskim Festiwalu Filmów dla Dzieci i Młodzieży, Poznań
- 1984 – Wpis na Listę Honorową IBBY
- 1985 – Złote Jabłko Biennale Ilustracji Bratysława
- 1989 – Nagroda PTWK za wybitne osiągnięcia w dziedzinie ilustracji dla dzieci
- 2001 – Wyróżnienie na Biennale Ilustracji Europejskiej, Aki (Japonia)
- 2006 – Medal Polskiej Sekcji IBBY za całokształt twórczości artystycznej dla dzieci
- 2010 – Srebrny Medal „Zasłużony Kulturze Gloria Artis”[4]

## Premio Europeo di Letteratura
Została przedstawiona w dokumentalnym cyklu filmowym o polskich ilustratorach w odcinku Premio europeo di letteratura – Elżbieta Gaudasińska.